# كودي لانغ
كودي لانغ (بالإنجليزية: Cody Lang)‏ (23 أغسطس 1993 في الولايات المتحدة - ) هو لاعب كرة قدم أمريكي في مركز حراسة المرمى.

## وصلات خارجية
- كودي لانغ على موقع قاعدة بيانات كرة القدم.إي يو (الإنجليزية)